# Еловарник
Еловарник (серб. Јеловарник) — водопад в Сербии.
Высота — 71 м, это высочайший водопад страны. Расположен Еловарник в национальном парке Копаоник на высоте около 1500 м в 2,5 км восточнее Пика Панчича и в 25 км к юго-западу от города Брус. Состоит из трёх каскадов. Водопад описан лишь в 1998 году, хотя давно был известен среди местных жителей.
Находится водопад в труднодоступной лесистой местности (бук, ель, клён), площадью около 57 га, в которой обитают болотная гаичка (Parus palustris), обыкновенный жулан (Lanius collurio), белая трясогузка (Motacilla alba), крапивник (Troglodytes troglodytes) и снегирь (Pyrrhula pyrrhula).